# Wereldkampioenschap voetbal 2006 (Groep H) Saoedi-Arabië - Spanje
Deze pagina is een subpagina van het artikel Wereldkampioenschap voetbal 2006. Hierin wordt de wedstrijd in de groepsfase in groep H tussen Saoedi-Arabië en Spanje gespeeld op 23 juni 2006 nader uitgelicht.

## Nieuws voorafgaand aan de wedstrijd
- De Spaanse bondscoach Luis Aragonés heeft laten weten zijn volledige basiselftal te sparen voor deze wedstrijd, hij start met 11 reservespelers. Dit omdat Spanje aan een gelijkspel genoeg heeft om 1e te worden in Groep H en waarschijnlijk Frankrijk te ontlopen.

## Wedstrijdgegevens
| Datum                | 23 juni 2006                          | 23 juni 2006                          |
| Stadion              | Fritz Walter Stadion, Kaiserslautern  | Fritz Walter Stadion, Kaiserslautern  |
| Toeschouwers         | 46.000                                | 46.000                                |
| Scheidsrechter       | Coffi Codjia                          | Coffi Codjia                          |
| Assistenten          | Celestin Ntagungira Aboudou Aderodjou | Celestin Ntagungira Aboudou Aderodjou |
| Vierde man           | Mohamed Guezzaz                       | Mohamed Guezzaz                       |
| Man van de wedstrijd | Juanito                               | Juanito                               |
|                      | Saoedi-Arabië                         | Spanje                                |
| Doelpunten           | 0                                     | 1                                     |
| Gele kaarten         | 2                                     | 3                                     |
| Rode kaarten         | 0                                     | 0                                     |
| Wissels              | 0                                     | 0                                     |
| Schoten op doel      | 4                                     | 13                                    |
| Schoten              | 7                                     | 19                                    |
| Overtredingen        | 22                                    | 22                                    |
| Hoekschoppen         | 4                                     | 10                                    |
| Buitenspel           | 5                                     | 0                                     |
| Strafschoppen        | 0                                     | 0                                     |
| Balbezit (tijd)      | 24'00"                                | 34'00"                                |
| Balbezit (%)         | 41%                                   | 59%                                   |

| Saoedi-Arabië | 0 – 1           | Spanje |
| | goals (assists) | 36' Juanito |
| Marcos Paquetá | bondscoach      | Luis Aragonés |
| Mabrouk Zaid Ahmed Dokhi Redha Tukar Hamad Al Montashari Mohammed Noor Sami Al-Jaber 68' Saad Al Harthi Abdulaziz Khathran Hussein Sulimani 81' Saud Kariri Khaled Aziz 13' | opstellingen    | Santiago Cañizares Michel Salgado Carlos Marchena David Albelda 46' Raúl González 70' José Antonio Reyes Antonio López Andrés Iniesta Joaquín 66' Cesc Fàbregas Juanito |
| Nawaf Al Temyat 13' Malek Al Hawsawi 68' Mohammed Massad 81' | wissels         | 46' David Villa 66' Xavi 70' Fernando Torres |
| Sami Al-Jaber 27' Nawaf Al Temyat 77' | gele kaarten    | 30' David Albelda 35' José Antonio Reyes 75' Carlos Marchena |
| | rode kaarten    | |

## Overzicht van wedstrijden
| Groepswedstrijden | | | |
| Groep A | Groep B | Groep C | Groep D |
| Duitsland - Costa Rica Polen - Ecuador Duitsland - Polen Ecuador - Costa Rica Ecuador - Duitsland Costa Rica - Polen             | Engeland - Paraguay Trinidad en Tobago - Zweden Engeland - Trinidad en Tobago Zweden - Paraguay Zweden - Engeland Paraguay - Trinidad en Tobago | Argentinië - Ivoorkust Servië en Montenegro - Nederland Argentinië - Servië en Montenegro Nederland - Ivoorkust Nederland - Argentinië Ivoorkust - Servië en Montenegro | Mexico - Iran Angola - Portugal Mexico - Angola Portugal - Iran Portugal - Mexico Iran - Angola                               |
| Groep E | Groep F | Groep G | Groep H |
| Italië - Ghana Verenigde Staten - Tsjechië Italië - Verenigde Staten Tsjechië - Ghana Tsjechië - Italië Ghana - Verenigde Staten | Australië - Japan Brazilië - Kroatië Brazilië - Australië Japan - Kroatië Japan - Brazilië Kroatië - Australië                                  | Frankrijk - Zwitserland Zuid-Korea - Togo Frankrijk - Zuid-Korea Togo - Zwitserland Togo - Frankrijk Zwitserland - Zuid-Korea                                           | Spanje - Oekraïne Tunesië - Saoedi-Arabië Spanje - Tunesië Saoedi-Arabië - Oekraïne Saoedi-Arabië - Spanje Oekraïne - Tunesië |
| Achtste finales | | | |
| Duitsland - Zweden Argentinië - Mexico                                                                                           | Italië - Australië Zwitserland - Oekraïne | Engeland - Ecuador Portugal - Nederland | Brazilië - Ghana Spanje - Frankrijk                                                                                           |
| Kwartfinales | | | |
| Duitsland - Argentinië | Italië - Oekraïne | Engeland - Portugal | Brazilië - Frankrijk |
| Halve finales | | | |
| Duitsland - Italië | Duitsland - Italië | Portugal - Frankrijk | Portugal - Frankrijk |
| Troostfinale | | | |
| Duitsland - Portugal | | | |
| Finale | | | |
| Italië - Frankrijk | | | |